# Chrysanthia holzschuhi
Chrysanthia holzschuhi là một loài bọ cánh cứng trong họ Oedemeridae. Loài này được Pardo-Alcaide miêu tả khoa học năm 1972.